# Notre Dame Stadium
O Notre Dame Stadium é um estádio localizado em Notre Dame, Indiana, Estados Unidos, possui capacidade total para 77.622 pessoas, é a casa do time de futebol americano universitário Notre Dame Fighting Irish football da Universidade de Notre Dame. O estádio foi inaugurado em 1930.